# Paul Steiner (Fußballspieler)
Paul Steiner (* 23. Januar 1957 in Waldbrunn) ist ein ehemaliger deutscher Fußballspieler. Von 1981 bis 1991 absolvierte Steiner, dessen erste Profistation beim SV Waldhof Mannheim war, fast 300 Einsätze in der Bundesliga für den 1. FC Köln, mit dem er 1983 den DFB-Pokal gewann. Beim Titelgewinn der Fußball-Weltmeisterschaft 1990 war er der älteste Spieler im deutschen Kader.

## Karriere

### Waldhof Mannheim
Steiner begann seine Karriere in seiner Heimat Waldbrunn beim TSV Strümpfelbrunn. 1975 kam er zum SV Waldhof Mannheim und spielte seine erste Profisaison in der 2. Fußball-Bundesliga. In seinem ersten Jahr baute Trainer Anton Rudinski auf den damals 18-Jährigen. Steiner, der Industriekaufmann lernte, bildete mit Günter Sebert, Reinhold Gölz und Klaus Link den Abwehrverbund der Mannheimer. Sein Debüt gab der Innenverteidiger am 9. August 1975 am 1. Spieltag gegen den 1. FSV Mainz 05, als die Mannheimer 0:2 verloren. Seinen ersten Ligatreffer erzielte Steiner am 3. Spieltag gegen die Stuttgarter Kickers. Er brachte sein Team mit 1:0 in Führung, doch die Partie wurde von dem Stuttgarter Horst Haug, der vier Tore erzielte, noch gedreht.
Auch in den anschließenden Spielzeiten gehörte Steiner zu den Leistungsträgern der Mannheimer, er bestritt in den folgenden drei Jahren für den Verein nie weniger als 33 Spiele.

### MSV Duisburg
Im Sommer 1979 entschied sich Steiner zu einem Wechsel in die Bundesliga zum MSV Duisburg. Dort ersetzte er den zum Hamburger SV transferierten Ditmar Jakobs. Steiner gab sein Debüt für die Zebras am 11. August 1979 im Spiel gegen den VfB Stuttgart. Er trug als Stammspieler entscheidend dazu bei, dass der MSV zwei Mal in Folge die Klasse halten konnte. Steiner war für seine Zweikampfhärte bekannt. Er sagte über sich selbst: „Aggressiv bin ich nur die 90 Minuten auf dem Spielfeld.“ Im Dezember 1979 erlitt Heinz Flohe (damals TSV 1860 München) durch ein Foul von Steiner einen Schien- und Wadenbeinbruch, Flohes Karriere war damit beendet.

### 1. FC Köln
Um sich sportlich zu verbessern, wechselte er zwei Jahre nach der Vertragsunterzeichnung mit den Duisburgern zum 1. FC Köln. Steiner konnte sich, wie schon bei seinen vorherigen Klubs, durchsetzen und wurde auf Anhieb Stammspieler. Seine fünf Treffer in der Bundesliga-Saison 1982/83 waren für ihn die beste Torausbeute. Im selben Jahr konnte er seinen ersten nationalen Titel feiern. Die Kölner standen im Finale des DFB-Pokals dem Stadtrivalen SC Fortuna Köln gegenüber, den sie mit 1:0 besiegen konnten. In der UEFA-Pokal-Saison 1985/86 qualifizierten sich die Geißböcke ebenfalls für das Finale. Nachdem das Hinspiel 1:5 bei Real Madrid verloren worden war, gewannen sie das Rückspiel zwar mit 2:0, was aber nicht genügte. Für Steiner, der 1989/90 noch Stammspieler war und sich in den Kreis der Nationalspieler gespielt hatte, verlief die folgende Saison enttäuschend. Nach nur einem weiteren Einsatz für die Kölner am 1. Spieltag im Spiel gegen Fortuna Düsseldorf, in dem sich Steiner verletzte und in der 18. Minute ausgewechselt wurde, gab er im Sommer 1991 seinen Rücktritt vom Profifußball bekannt.

### Nationalmannschaft
Auf die Frage, ob die Nationalmannschaft für ihn ein Thema sei, antwortete Steiner: „Nein, die spielen immer mittwochs, da habe ich keine Zeit.“
1990 wurde Steiner überraschend in den Kader der deutschen Nationalmannschaft berufen, da Teamchef Franz Beckenbauer bei der WM jede Position doppelt besetzen wollte. Der damals 33-jährige Steiner war als Ersatzmann vorgesehen für den Fall, dass Klaus Augenthaler ausfallen sollte. Kurz vor dem WM-Turnier kam Steiner zu seinem ersten und einzigen Einsatz im DFB-Dress. Am 30. Mai 1990 wurde er im Freundschaftsspiel gegen Dänemark zur Halbzeit für Augenthaler eingewechselt. Ohne einen Einsatz in Italien durfte er dann den Gewinn der Fußball-Weltmeisterschaft feiern.
Neben einem Einsatz in der A-Nationalmannschaft absolvierte Steiner fünf B-Länderspiele, zudem bestritt er zwei Partien für Deutschlands Olympiaauswahl.

## Nach der Karriere
Im Jahr 1997 wurde Steiner in das Scouting-Team von Bayer 04 Leverkusen aufgenommen. Dort war er vor allem für Videoanalyse zuständig und im Bereich der Spielersichtung tätig. Bis zum Ende der Saison 2007/08 war er in dieser Funktion für Leverkusen tätig. Ab der Saison 2008/2009 arbeitete er in gleicher Position beim 1. FC Köln. Nach drei Jahren verließ Steiner den 1. FC Köln im Mai 2011.

## Erfolge
- Weltmeister: 1990 (ohne Einsatz)
- DFB-Pokalsieger: 1983
- UEFA-Pokalfinalist: 1986
- DFB-Pokalfinalist: 1991
- Deutscher Vizemeister: 1982, 1989, 1990

## Kritisierte Zitate
Viel zitiert ist Paul Steiners öffentliche Äußerung zum Thema Homosexualität im Profifußball: „Ich kann mir nicht vorstellen, dass Schwule Fußball spielen können.“… „Schwule sind für Fußball viel zu weich.“ Gegenüber dem Nürnberger Spieler Souleyman Sané soll sich Steiner nach dessen Aussage in einem Spiel folgendermaßen geäußert haben: „Scheiß Nigger, hau ab! Was willst Du in Deutschland?“. Steiner bestritt, sich so geäußert zu haben; dennoch provozierte der Vorgang eine lebhafte Diskussion.

## Privates
Steiner hat zwei Söhne und wohnt mit seiner Frau im spanischen Alicante.